# Фесенайм-ле-Ба
Фесенайм-ле-Ба (фр. Fessenheim-le-Bas) — коммуна на северо-востоке Франции в регионе Гранд-Эст (бывший Эльзас — Шампань — Арденны — Лотарингия), департамент Нижний Рейн, округ Саверн, кантон Буксвиллер. До марта 2015 года коммуна административно входила в состав упразднённого кантона Трюштерсайм (округ Страсбур-Кампань).
Площадь коммуны — 4,95 км², население — 451 человек (2006) с тенденцией к росту: 534 человека (2013), плотность населения — 107,9 чел./км².

## Население
Население коммуны в 2011 году составляло 522 человека, в 2012 году — 534 человека, а в 2013 году — 534 человека.
| 1962 | 1968 | 1975 | 1982 | 1990 | 1999 | 2006 | 2008 | 2011 | 2012 | 2013 |
| ---- | ---- | ---- | ---- | ---- | ---- | ---- | ---- | ---- | ---- | ---- |
| 270  | 270  | 246  | 256  | 255  | 415  | 451  | 499  | 522  | 534  | 534  |

Динамика населения:

## Экономика
В 2010 году из 360 человек трудоспособного возраста (от 15 до 64 лет) 284 были экономически активными, 76 — неактивными (показатель активности 78,9 %, в 1999 году — 75,8 %). Из 284 активных трудоспособных жителей работали 270 человек (137 мужчин и 133 женщины), 14 числились безработными (5 мужчин и 9 женщин). Среди 76 трудоспособных неактивных граждан 41 были учениками либо студентами, 21 — пенсионерами, а ещё 14 — были неактивны в силу других причин.

## Достопримечательности (фотогалерея)

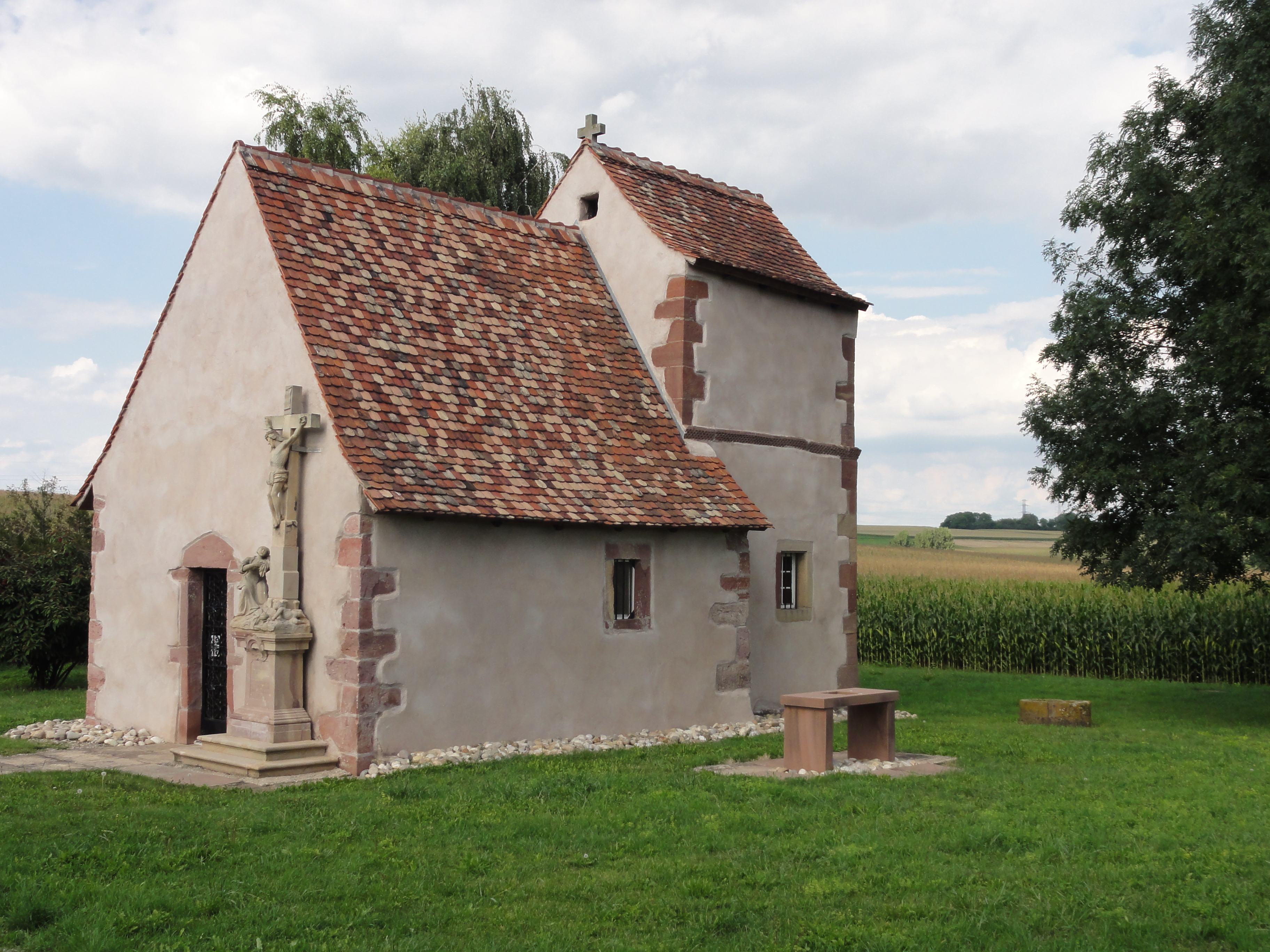
Часовня Сент-Маргарет
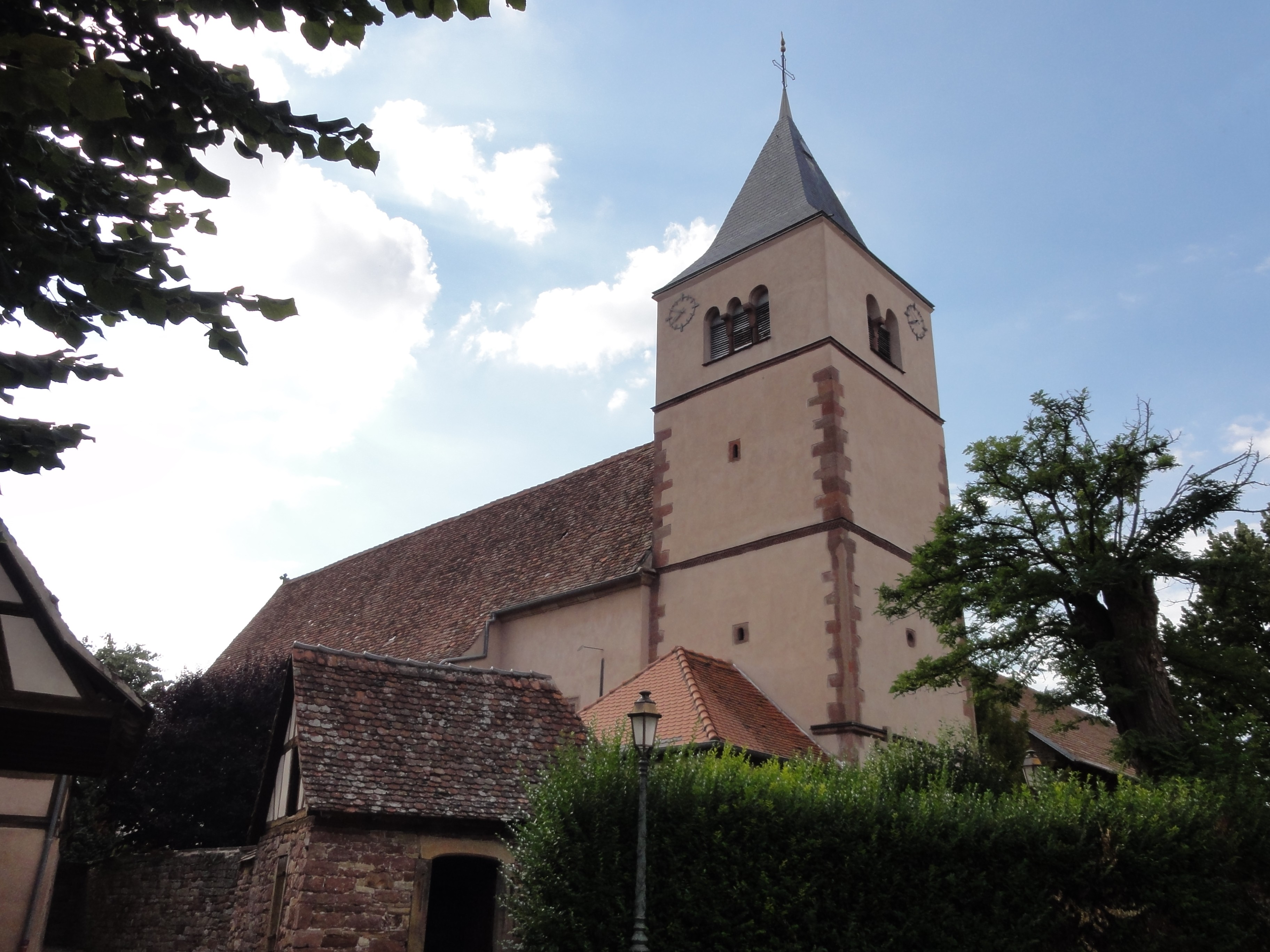
Церковь Сен-Мартен
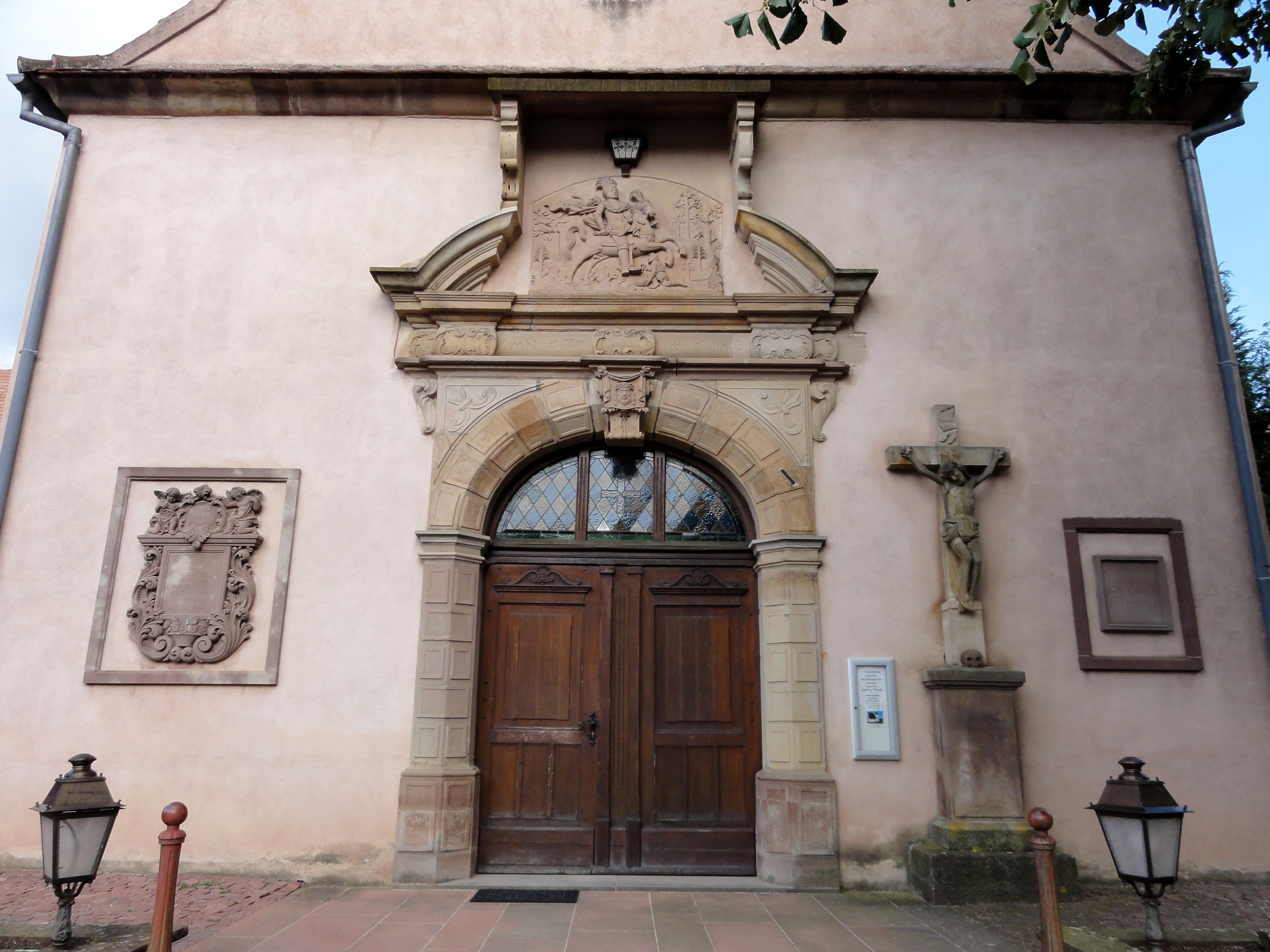
Портал (1821)
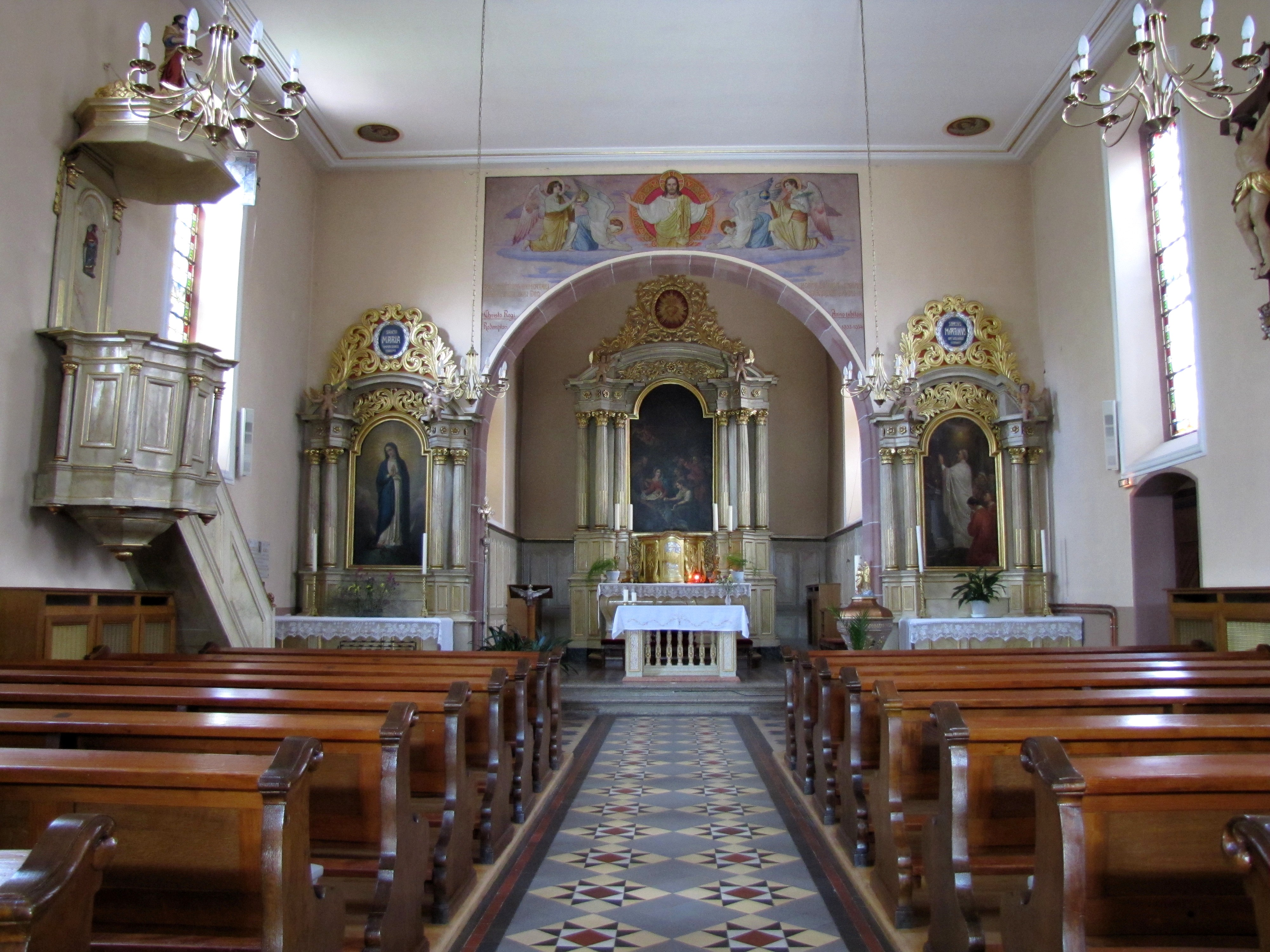
Интерьер
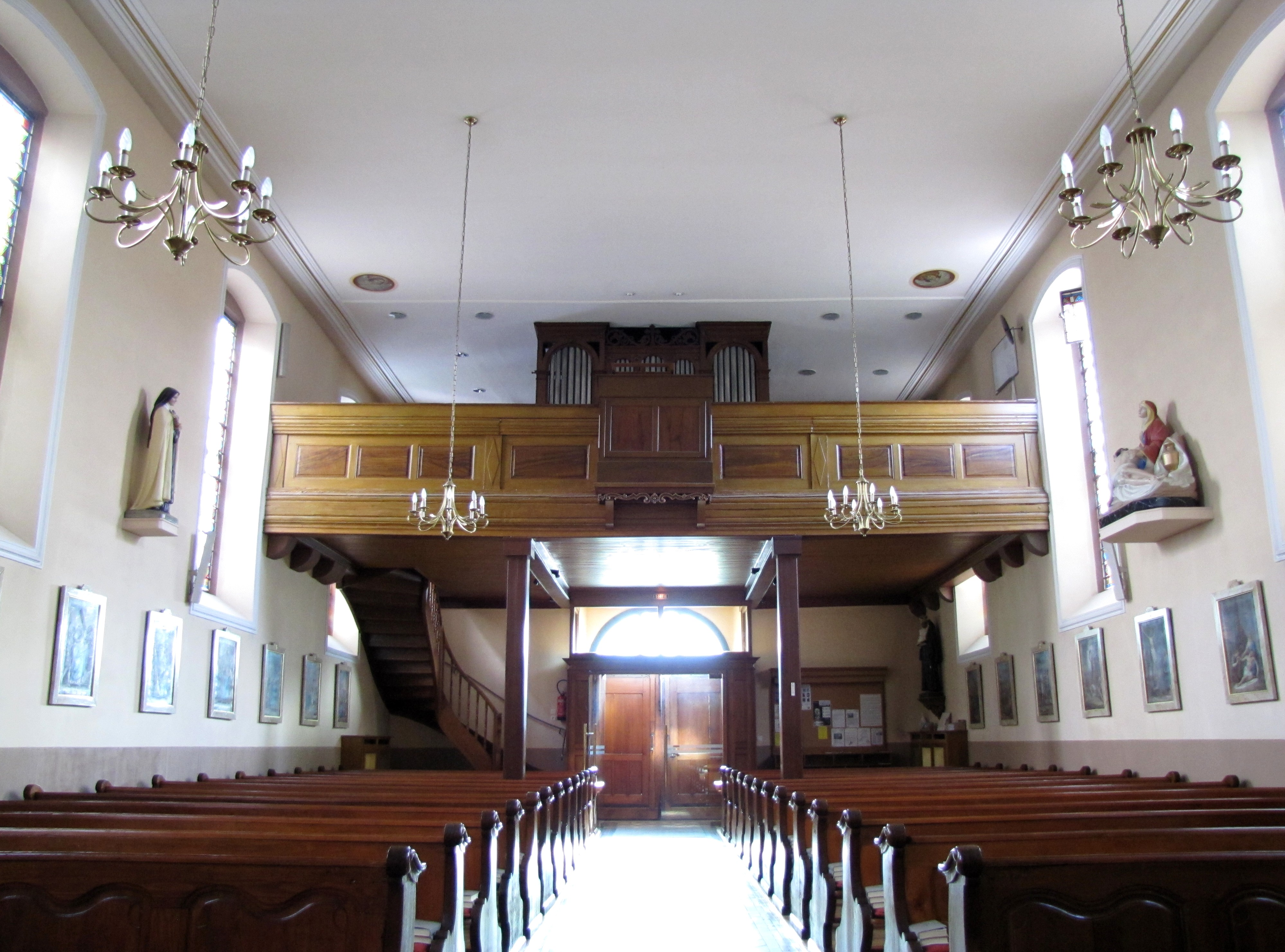
Орган